# 1689 w sztukach plastycznych
Wydarzenia w sztukach plastycznych i wizualnych w 1689 roku.

## Malarstwo
- Andrzej Stech

Chrystus i niewiasta kananejska (ok. 1689) – olej na papierze, 18,3x33,5 cm
Umywanie nóg (ok. 1689) – olej na papierze, 23,7x36 cm